# Liste du patrimoine immobilier classé de Walhain
Cette page regroupe l'ensemble du patrimoine immobilier classé de la commune belge de Walhain.
| Objet | Année de construction / Architecte | Adresse | Section communale | Coordonnées                      | Numéro d’inventaire | Illustration |
| --- | ---------------------------------- | ------- | ----------------- | -------------------------------- | ------------------- | --- |
| Ruines du Château de Walhain |                                    |         |                   | 50° 36′ 50″ nord, 4° 41′ 41″ est | 25124-CLT-0002-01   | |
| Ensemble formé par les ruines du château médiéval |                                    |         |                   | 50° 36′ 44″ nord, 4° 41′ 34″ est | 25124-CLT-0003-01   | Ensemble formé par les ruines du château médiéval |
| Moulin du Tiège |                                    |         |                   | 50° 38′ 37″ nord, 4° 40′ 09″ est | 25124-CLT-0004-01   | |
| Tour des Sarrasins |                                    |         |                   | 50° 37′ 55″ nord, 4° 37′ 59″ est | 25124-CLT-0005-01   | Image manquanteTéléverser |
| Deux Tumuli (M) et ensemble formé par ces tumuli et les terrains environnants (S)                                                                         |                                    |         |                   | 50° 39′ 17″ nord, 4° 43′ 21″ est | 25124-CLT-0006-01   | Deux Tumuli (M) et ensemble formé par ces tumuli et les terrains environnants (S)                                                                         |
| Les parcelles formant extension du classement comme monument de deux tumuli et comme site de l'ensemble formé par ces tumuli et les terrains environnants |                                    |         |                   | 50° 39′ 17″ nord, 4° 43′ 17″ est | 25124-CLT-0007-01   | Les parcelles formant extension du classement comme monument de deux tumuli et comme site de l'ensemble formé par ces tumuli et les terrains environnants |
| Le site archéologique des deux tumuli de Libersart au lieu-dit Les Tombes                                                                                 |                                    |         |                   | 50° 39′ 17″ nord, 4° 43′ 21″ est | 25124-PEX-0001-04   | Le site archéologique des deux tumuli de Libersart au lieu-dit Les Tombes                                                                                 |
| Les parcelles formant extension du classement comme site de l'ensemble formé par les tumuli de Libersart et les terrains environnants                     |                                    |         |                   | 50° 39′ 17″ nord, 4° 43′ 17″ est | 25124-PEX-0002-04   | Les parcelles formant extension du classement comme site de l'ensemble formé par les tumuli de Libersart et les terrains environnants                     |